# Gilpinia polytoma
Gilpinia polytoma är en stekelart som först beskrevs av Hartig 1834.  Gilpinia polytoma ingår i släktet Gilpinia, och familjen barrsteklar. Arten är reproducerande i Sverige.